# Carl Gerhardt (Mediziner)

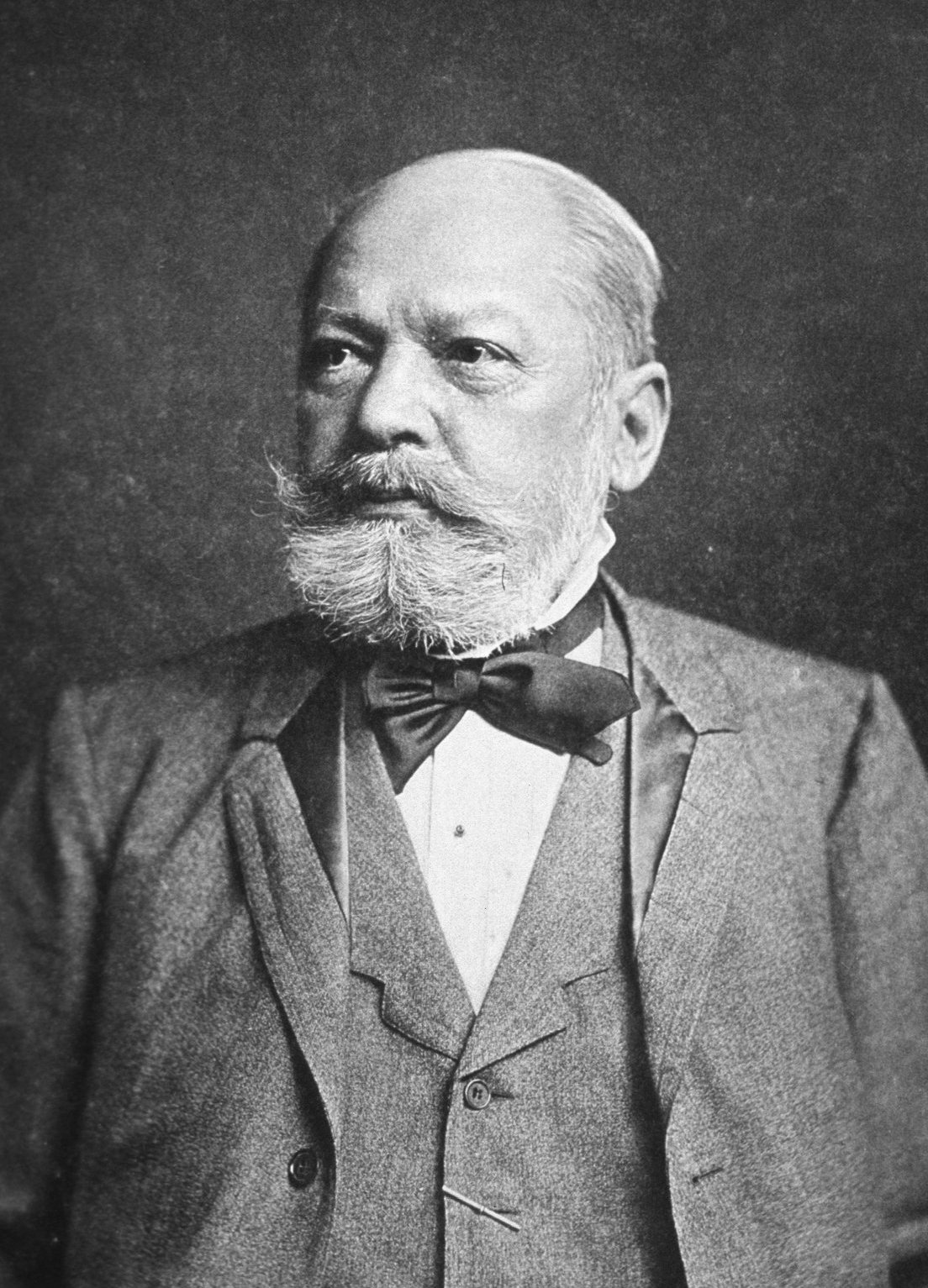
Carl Gerhardt

Carl Jakob Christian Adolf Gerhardt, auch Adolph von Gerhardt und Karl (Adolf Jakob Christian) Gerhardt (* 5. Mai 1833 in Speyer; † 21. Juli 1902 in Gamburg) war ein deutscher Internist, bedeutender Kliniker und Hochschullehrer.

## Leben
Carl Gerhardt, war Sohn des Gymnasialprofessors Abraham Gerhardt (1796–1872) und Enkel des Bierbrauers Clemens. Seine Mutter war die 1813 geborene Clementine, Tochter des Buchdruckers Jakob Christian Kolb und Schwester des bayerischen Abgeordneten Georg Friedrich Kolb.
Gerhardt besuchte neben dem Gymnasium auch die Gewerbeschule und nahm dort das umfangreiche Angebot an naturwissenschaftlichen Fächern wahr. Die Abiturprüfung bestand er 1849. Im selben Jahr hatte Gerhardt, der sich auch mit Fossilien sowie mit Botanik und der Suche nach seltenen Pflanzenarten beschäftigte, eine Kratzdistel-Bastardform (Cirsium gerhardtii) von Cirsium lanceolatum und Cirsium eriophorum entdeckt, die von dem Arzt und Botaniker Carl Heinrich Schultz in der Zeitschrift Flora publiziert wurde. Ab 1850 studierte Gerhardt, dazu angeregt von dem Würzburger Chemiker Johann Joseph Scherer, Medizin an der Universität Würzburg. Seine Lehrer im Fach Innere Medizin waren Carl Friedrich von Marcus und Heinrich von Bamberger. Von Marcus’ Assistent Carl Gegenbaur wurde er, kurz bevor Bamberger im Frühjahr 1854 die Medizinische Klinik übernahm, wegen einer durch Masern verursachten Pleuritis behandelt. Gerhardt wurde von der Würzburger Medizinischen Fakultät im August 1856 mit der Arbeit Beitrag zur Lehre von der erworbenen Lungenatelektase promoviert. Anschließend war der Nicht-Katholik Gerhardt in der Würzburger Universitätsklinik, dem Juliusspital, zunächst Assistent bei Albert Kölliker in der Anatomie, dann auch aushilfsweise bei Heinrich von Bamberger und schließlich (noch 1856) bei seinem Doktorvater Franz von Rinecker in der Medizinischen Poliklinik in Würzburg. Ab 1858 arbeitete er unter Wilhelm Griesinger in Tübingen. Bereits im März 1860 habilitierte sich Gerhardt, unterstützt von Rinecker, mit der Schrift Der Stand des Diaphragmas als Dozent an der Universität Würzburg, erhielt am 23. November 1861 eine außerordentliche Professur der Medizin an der Universität Jena und wurde provisorischer Direktor der dortigen medizinischen Universitätsklinik. Am 1. April 1862 wurde er ordentlicher Professor der Pathologie und Therapie in Jena, damit verbunden wurde er Direktor der Medizinischen Universitätsklinik und Poliklinik. Er erhielt den Titel eines Hofrats von Sachsen-Weimar-Eisenach und beteiligte sich im Sommersemester 1867 als Rektor der Alma Mater an den organisatorischen Aufgaben der Salana.
Im Wintersemester 1872/73 wechselte er als Professor der Medizin von Jena an die Universität Würzburg und somit und als Nachfolger seines Lehrers Heinrich von Bamberger bzw. dessen Vertreters Alois Geigel an das dortige Juliusspital. Dort erhielt er – trotzdem er Protestant war – die Leitung der Medizinischen Klinik, ließ neben weiteren baulichen und ausstattungstechnischen Maßnahmen einen neuen, im Dezember 1876 in einem neuen Gebäude nach Plänen des Würzburger Stadtbaumeisters Josef Scherpf (1822–1894) an der Klinikgasse fertiggestellten Hörsaal eigens für die Medizinische Klinik bauen, und führte ab Oktober 1872 die Kinderklinik als Nachfolger seines Lehrers und Unterstützers Franz von Rinecker weiter, vereinigte sie jedoch wieder mit der Medizinischen Klinik. Vom 10. Dezember 1880 bis 1885 gehörte er in Anerkennung seiner Verdienste, ernannt zum ordentlichen Mitglied des Oberpflegeamtes, zudem dem Administrationsrat an (ebenso wie um 1920 sein Sohn Dietrich Gerhardt). Zu seinen Assistenten gehörten zu dieser Zeit Friedrich von Müller und Otto Seifert, die damals, veranlasst von Gerhardt, begonnen haben, ihr späteres Standardwerk zur medizinisch-klinischen Diagnostik, den „Müller/Seifert“, zu verfassen. Weitere erwähnenswerte Schüler Gerhardts in Würzburg waren Georg Karl Matterstock (1847–1915), ab 1873 Assistent der Klinik für Geisteskranke und für Syphilis und Hautkrankheiten sowie von 1873 bis 1877 der Medizinischen und Pädiatrischen Klinik, der sich vor allem mit der Klinik der Geschlechtskrankheiten befasste und Leiter der Medizinischen Poliklinik wurde, der spätere Münchener Laryngologe Philipp Schech und der spätere Pädiater und Entdecker des Coli-Bakteriums Theodor Escherich sowie der alkoholsüchtige, sein Studium vernachlässigende Hans Woldsen-Storm, der später als Arzt tätige Sohn des Dichters Theodor Storm.
Mit seinem Kollegen, dem Oberarzt Franz von Rinecker, behandelte Gerhardt den damaligen Oberwundarzt Ernst von Bergmann, der 1879/1880 ein mit Rippenfellentzündung und Entzündung der Achsellymphknoten verbundenes Erysipel infolge einer Wundinfektion während einer Infektion hatte. Gerhardt war maßgeblich an der Berufung Bergmanns nach Würzburg beteiligt.
Im Jahr 1885 wurde Gerhardt Nachfolger des verstorbenen Friedrich Theodor von Frerichs in Berlin an der II. Medizinischen Klinik der Charité, wohin ihm auch sein Würzburger Assistent Müller folgte. Sein Nachfolger am Juliusspital wurde 1886 Wilhelm von Leube. 1888/89 amtierte Gerhardt als Rektor der Berliner Universität. Von Frerichs übernahm er dessen Mitarbeiter Paul Ehrlich als Assistent, der sich allerdings unter Gerhardt in seiner Forschungsfreiheit eingeschränkt fühlte, sich mit ihm nicht verstand und schließlich 1888 krankmeldete. Gerhardts Sohn Dietrich Gerhardt (1866–1921), ebenfalls ein bekannter Arzt, war von 1911 bis 1921 Direktor der Medizinischen Klinik am Juliusspital und vollendete den unter Wilhelm von Leube, seinem Vorgänger, begonnenen Bau des Würzburger Luitpoldkrankenhauses.
Carl Gerhardt (latinisiert auch Carolus Gerhardt) schrieb Lehrbücher wie das Handbuch der Kinderkrankheiten (entstanden in Jena wie auch sein Lehrbuch der Auskultation und Perkussion) und gilt als einer der Begründer der Pädiatrie. Um die Einführung und Ausgestaltung der physikalischen und chemischen Diagnostik erwarb er sich bleibende Verdienste. 1865 führte er die Eisenchloridprobe als quantitativen Nachweis der Acetessigsäure im Harn ein, die sogenannte Gerhardtsche Probe (oder Gerhardt-Probe). Der ebenfalls nach ihm benannte Gerhardtsche Schallwechsel bezeichnet die Veränderung des Perkussionsschalls über Kavernen der Lunge. Er war maßgeblich an der Verbreitung der Laryngoskopie, die er wie den von Ludwig Türck entwickelten Kehlkopfspiegel bereits als Assistent von Griesinger 1858/1859 kennengelernt hatte und in die er etwa Victor von Bruns eingewiesen habe, beteiligt und begründete die Lehre von den Stimmbandlähmungen bzw. Kehlkopflähmungen. Die Stellung des Kehlkopfes bei totaler Rekurrenslähmung (Lähmung des Nervus laryngeus recurrens auf beiden Seiten) wird durch das Gerhardt-Gesetz beschrieben. Als Gerhardt-Syndrom bzw. Gerhardt-Zeichen wird eine komplette beidseitige Lähmung bestimmter Kehlkopfmuskeln (Musculi adductores laryngis) mit stark erschwerter Einatmung bezeichnet. Im März 1887 diagnostizierte er beim deutschen Kronprinzen Friedrich Wilhelm dessen Kehlkopfkrebs. Er trat außerdem für die Bekämpfung der Tuberkulose ein.
Gerhardt war mit Wanda Gerhardt (1841–1903), geborene von Barby, verheiratet, einer Tochter des Regierungsrates Gustav von Barby. Ihr diktierte er in seinen letzten Lebensmonaten seine Erinnerungsblätter an die Seinen. Der Ehe entstammen sieben Kinder, bekannt sind darunter Dietrich Gerhardt und Ulrich Gerhardt. Seine Tochter Clema heiratete 1903 den britischen Diplomaten Eyre Crowe. Zu Gerhardts Freunden gehörte sein ehemaliger Kommilitone in Würzburg, der Schweizer Arzt und Fabrikdirektor Fridolin Schuler.
Am 23. Juli 1886 wurde Gerhardt zum Mitglied der Leopoldina gewählt. Er starb 1902 im unterfränkischen Gamburg bei Mosbach an einem Herzleiden.

## Schriften (Auswahl)
- Der Kehlkopfcroup. Tübingen 1859.
- Zur Anwendung des Kehlkopfspiegels. In: Würzburger Medicinische Zeitschrift. Band 1, 1860, S. 173–184.
- Der Stand des Diaphragm’s. Tübingen 1860 (Online)
- Lehrbuch der Kinderkrankheiten. Tübingen 1861 (Online)
- Progr. De situ et magnitudine cordis gravidarum. Jena 1862 (Online)
- Über einige Ursachen catarrhalischer Heiserkeit. In: Würzburger Medicinische Zeitschrift. Band 3, 1862, S. 10–14.
- Studien und Beobachtungen über Stimmbandlähmung. In: (Virchows) Archiv für pathologische Anatomie und Physiologie und für klinische Medicin. Band 27, (Berlin) 1863, S. 68–78 und 296–321.
- Lehrbuch der Auscultation und Percussion. Tübingen 1866. Neuere Auflage besorgt von Dietrich Gerhardt.
- Handbuch der Homöopathie : mit Benutzung fremder und eigener Erfahrungen nach dem neuesten Standpunkte der Wissenschaft.
  - 1. Auflage. Eupels, Gotha 1868 (546 S.)
  - 2., vielfach berichtigte und vermehrte Auflage. Schwabe, Leipzig 1876. (754 S.) Hathitrust Ex U California = ; Google Books Ex British Library; Hathitrust Ex U Michigan = dass. Google Books
  - 3., vielfach berichtigte und vermehrte Auflage. Schwabe, Leipzig 1892. (898 S.)
  - 4. Auflage. Schwabe, Leipzig 1886. (822 S.) Hathitrust Ex U Michigan = dass. Google Books; Digitalisierte Ausgabe der Universitäts- und Landesbibliothek Düsseldorf
  - 6., verbesserte und vermehrte Auflage. Schwabe, Leipzig 1892. (865 S.) Hathitrust Ex U Michigan = dass. Google Books
  - 7., verbesserte und vermehrte Auflage. Schwabe, Leipzig 1896. (874 S.)
  - 8., neu durchgesehene Auflage. Schwabe, Leipzig 1902. (874 S.) Hathitrust Ex U Michigan = dass. Google Books
  - 9., durchgesehene Auflage. Schwabe, Leipzig 1908. (869 S.) Hathitrust Ex U Michigan = dass. Google Books
  - 10., neu durchgesehene Auflage. Schwabe, Leipzig 1912. (648 S.)
- Gedächtnisrede für Dr. Franz von Rinecker […], Oberarzt im Juliusspital zu Würzburg, gehalten […] am 16.6.1883. In: Berichte der Physikalisch-Medizinischen Gesellschaft zu Würzburg. 1883, S. 121–131.
- Die Aufgaben und Ziele der Kinderheilkunde. In: Veröffentlichungen der Gesellschaft für Heilkunde in Berlin. Band 2, 1879, S. 1–8; auch in: Deutsche Medizinische Wochenschrift. Band 5, 1879, S. 215–218.[30]
- als Hrsg.: Handbuch der Kinderkrankheiten. H. Laupp, Tübingen 1877–1896.
- Zur Geschichte der medizinischen Klinik der Universität Würzburg. Festrede zur Feier des 203. Stiftungstages der Julius-Maximilians-Universität am 2.1.1884. Würzburg 1884; auch in: C. Gerhardt, F. Müller (Hrsg.): Mitteilungen aus der Medicinischen Klinik zu Würzburg. Band 1/2. Wiesbaden 1885, S. XXII ff.
- Zur Erinnerung an Heinrich von Bamberger. In: Zeitschrift für klinische Medizin. Band 15, 1888/1889, S. I–IV.
- Über Erythromelalgie. In: Berliner klinische Wochenschrift. 29, 1892, S. 1125.
- Aus Juliusspital und Charité. In: Münchner Medizinische Wochenschrift. 40, 1893, S. 41–42.
- Erinnerungsblätter für die Seinen. Mittler, Berlin 1902.